# Спеце
Спеце (грец. Σπέτσες) — грецький острів поблизу входу до Арголічної затоки, за 2,5 км від південного краю Арголіди й за 40 км від Пірея. Острів іноді відносять до групи Саронічних островів. У давнину острів був відомий під іменем Пітіусса (дав.-гр. Πιτυούσσα — «сосновий»); цим ім'ям він зобов'язаний сосновим лісам, які, незважаючи на часті пожежі у весняно-літній період, донині вкривають значну частину його території.

## Географія
Рельєф овального за формою острова — відносно пологі пагорби, найвищий з яких розташований в центрі Спеце має ім'я Пророка Іллі. На південний схід від Спеце розташований зелений острівець Спецопула, нині є приватною власністю.

## Історія
Дані археологічних розкопок вказують, що люди заселили острів не пізніше ранньої бронзової доби. У другій половині XV століття на острів іммігрувала значна кількість арванітів, які у подальшому змішались із грецьким населенням острова. Нині більшість населення компактно проживає в головному та єдиному місті, однойменному з островом. Жителі Спеце разом із жителями острова Ідра брали дієву участь у Визвольній війні та зазнали значних втрат. До тієї війни населення острова становило понад 15 тисяч жителів. Спеціоти — гарні моряки, що займаються суднобудуванням і добуванням морських губок.

## Події
- щороку у вересні на острові проходить тижневий фестиваль «Армата» на честь перемоги грецького флоту над османським 1822 року, що врятувала острів від руйнування.

## Спеце в літературі
Спеце став прототипом острова Фраксос («острів парканів»), на якому відбувається дія знаменитого роману Джона Фаулза «Маг». Письменник викладав у приватній школі, розташованій на Спеце й переніс багато рис острівного життя 1950-х до своєї книги.

## Відомі уродженці

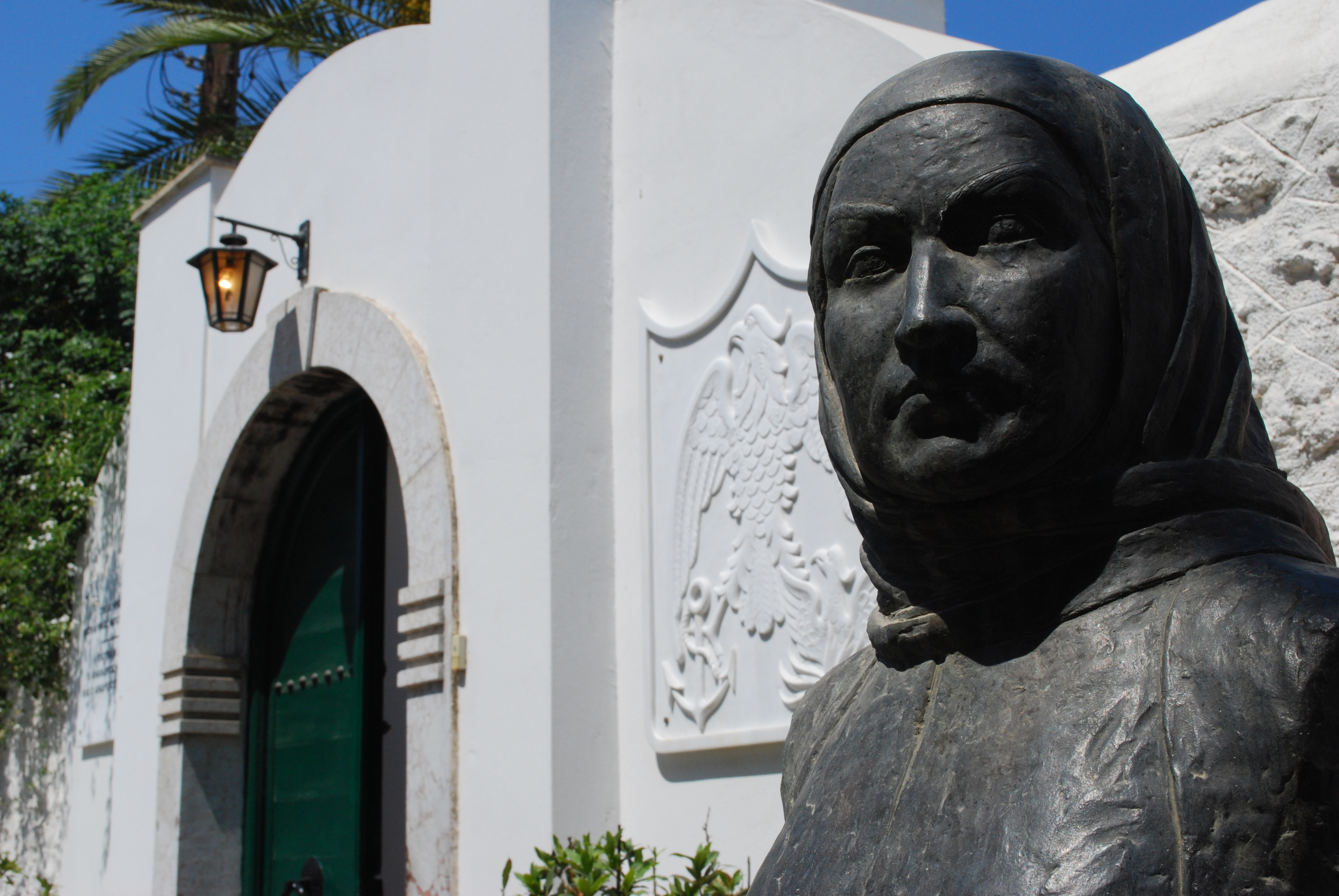
Будинок та бюст Ласкаріни Бубуліни у Спеце

- Одним з найвідоміших уродженців острова був Георгіос Діамантопулос, відомий архітектор, вбитий комуністами.
- Ласкаріна Бубуліна [1771-1825], героїня Визвольної війни 1821-29 років, єдина жінка-адмірал Російського флоту.
- З травня 2013 року на острові постійно проживає останній (1964—1973) король Греції з династії Глюксбург Костянтин II.

| Греція | Це незавершена стаття з географії Греції. Ви можете допомогти проєкту, виправивши або дописавши її. |